# Cabo da Cruz
O Cabo da Cruz ou Cape Cross (em africâner:  Kaap Kruis; em alemão:  Das Kreuzkap) é um cabo na parte central da costa da Namíbia, na região de Erongo, a cerca de 60 km a norte de Henties Bay e 120 km a norte de Swakopmund.

## História

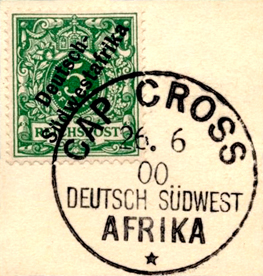
Selos do Sudoeste Africano Alemão com o carimbo Cap Cross 1900

O cabo foi descoberto pelo navegador português Diogo Cão que ergueu uma grande cruz de pedra (um padrão) em 1486, para marcar o ponto mais meridional até então alcançado pelos europeus em África.
Em 1893, quando aquela zona fazia parte do império colonial alemão, o padrão foi levado para a Alemanha, onde permaneceu em exibição no Museu de História de Berlim. Em 2019 foi devolvido à Namíbia.
Durante os seguintes 400 anos foram muitos os navios que naufragaram na costa da Namíbia. A zona também foi alvo da exploração comercial de guano, que se utilizava como fertilizante.
A cruz erguida por Diogo Cão foi descoberta pela missão do capitão de corveta Gottlieb Becker, em 1893, que comandava o SMS Falke numa época em que o lugar era parte da colónia do Sudoeste Africano Alemão.

## Reserva natural

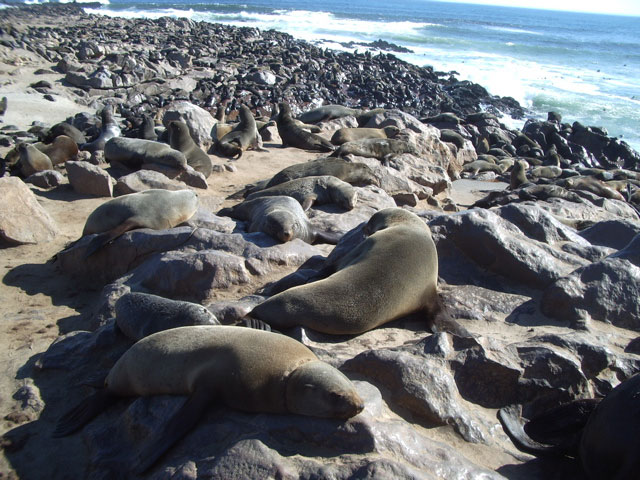
Colónia de lobos-marinhos-do-cabo.

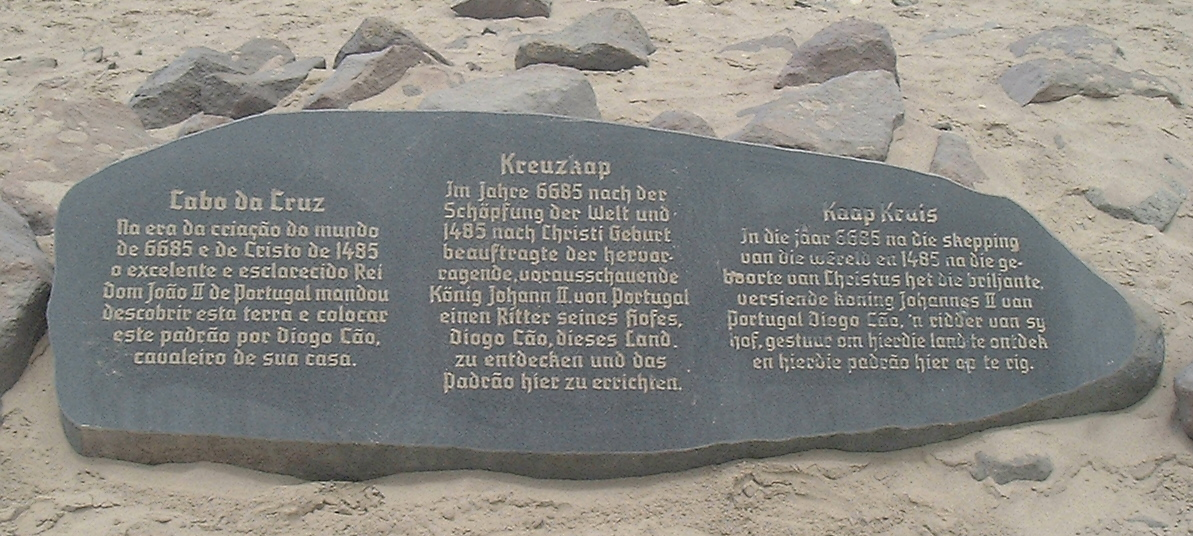
Cópia moderna da inscrição do Cabo da Cruz, no sítio original.

O Cabo da Cruz é uma área protegida, propriedade do governo da Namíbia, sob o nome de Reserva de focas de Cape Cross (Cape Cross Seal Reserve), sendo habitat de uma das maiores colónias de lobos-marinhos-do-cabo (Arctocephalus pusillus) no mundo, e uma das 15 colónias existentes no país (que conta com mais de 6,5 milhões de exemplares). A colónia é enorme e em dezembro, na época de reprodução, conta com cerca de 100 000 membros. A reserva foi fundada em 1968 e protege 60 km², sendo gerida pelo Ministério do Meio Ambiente e Turismo. Está classificada como reserva natural e reserva faunística (categoria III da IUCN), ficando dentro do Parque nacional da Costa Oeste (West Coast National Park).
O Cabo da Cruz é um dos principais sítios na Namíbia em que focas são sacrificadas, em parte para venda das suas peles e em parte para proteger as populações de peixes. O impacto económico das focas nos recursos pesqueiros é polémico: enquanto um estudo do governo afirmou que as colónias de focas consomem mais peixe do que toda a indústria pesqueira possa capturar, a sociedade de proteção animal «Seal Alert South Africa»  estimou as perdas em menos de 0,3% do total da pesca comercial.